# Кругобайкальське повстання
Кругобайкальське повстання 1866 року — повстання, підняте поляками в Прибайкаллі влітку 1866 року.

## Передісторія

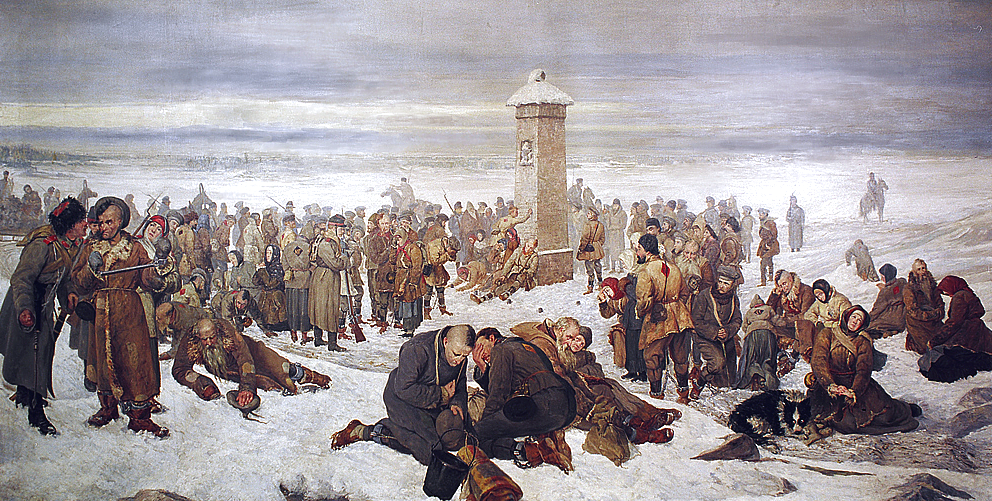
Заслання до Сибіру. «Прощання з Європою» худ. О.Сохачевський

Після придушення Січневого повстання 1863—1864 років в Польщі, тисячі його учасників висилалися за межі Королівства Польського і західних губерній на поселення і каторгу вглиб Російської імперії, в тому числі в Сибір.
У квітні 1866 імператором Олександром II була оголошена амністія польським політичним засланцям: значно скорочувалися терміни каторги, а короткі терміни замінялися поселенням.
Близько 700 польських каторжних в той час працювали на будівництві Кругобайкальського тракту (Сибірський поштовий тракт. Не зберігся, через будівництво Іркутської ГЕС. Неподалік проходить сучасна траса «Байкал»).

## Підготовка
Влітку 1866 року частка поляків, які працювали на будівництві тракту, вирішила обеззброїти конвой і піти далі в Забайкалля, де вони хотіли звільнити інших польських засланців і бігти через Монголію в Китай в надії знайти англійські кораблі, щоб через Америку повернутися в Європу. Очолювали повстання 48-річний Нарциз Целінський, колишній капітан російської армії (раніше, при Миколі I, засланий на Кавказ), і 30-річний піаніст Густав Шарамович. Їх помічниками були 30-річний варшавець Владислав Котковський, засланий за підозрою в приналежності до «народних жандармів» і причетності до вбивства поліцейського агента, і 23-річний Яків Рейнер .
Ідеї підняти повстання в Сибіру поділяли з поляками і російські революціонери, особливо М. О. Серно-Соловйович, який від імені свого гуртка встановив зв'язку з поляками, але загинув на шляху до Іркутську.
Поляки таємно готували зброю і продовольство: в очолюваній Казимиром Арцимовичем партії каторжних, що стояла на станції Култук, таємно викували в кузні кілька десятків кіс (коса, сторчма насаджена на держак — традиційна зброя польських повстанців) і заготовили 20 пудів сухарів і запас солі. Було виготовлено також прапор з девізом «За нашу і вашу свободу!».

## Хід повстання
Увечері 24 червня одна з култукських партій (48 осіб) напала на своїх конвойних, відняла у них зброю і, захопивши коней, вирушила далі по тракту на поштову станцію Амурську, де повстанці також роззброїли солдат, обрізали телеграфний зв'язок з Іркутськом і рушила далі. По дорозі повсталі псували телеграфний зв'язок і знищили ряд мостів, повсюдно запасаючись вогнепальною зброєю і боєприпасами.
26 червня в Іркутську стало відомо про бунт. Організацією придушення повстання займалися Голова Ради Головного Управління Східного Сибіру генерал-лейтенант К. М. Шелашніков і Начальник Окружного штабу генерал-майор Б. К. Кукель. По тривозі були підняті і кинуті в погоню козаки і три загони піхоти.
Вночі 27 червня повстанці чисельністю до 100 осіб на чолі з Рейнером і Котковським прийшли на станцію Лиханівську. На станції знаходився поручик Вессельрот фон-Керн з конвойними солдатами. Унтер-офіцер Іркутського губернського батальйону Іванов, рядові Чиканов та Зяблов, козаки Іркутського полку Скрипченко та Григор'єв і двоє селян з села Посольське на чолі з поручиком Вессельрот фон-Керн забарикадувалися в станційному будинку і відстрілювалися через вікна. Поляки підпалили будівлю станції. В цей час підійшов перший Іркутський загін під командою майора Ріка (80 осіб), які переправилися на пароплаві через Байкал. Повстанці відступили в ліс з двома пораненими.
Солдати переслідували «сибірський легіон вільних поляків» (як називали себе повстанці) до річки Швидкої, де 28 червня біля моста неподалік від станції Мішіха стався вирішальний бій, в якому поляки були розгромлені, а їх окремі групи розсіялися і три тижні блукали по тайзі, намагаючись пробитися до кордону.
Іркутськими краєзнавцями було встановлено місце поховання страчених поляків в Знам'янському передмісті Іркутська.
25 липня в долині річки Темник в останній сутичці залишки поляків, розстрілявши всі боєприпаси, здалися.

## Суд
Військово-польовий суд над повсталими проходив в Іркутську з 29 жовтня по 9 листопада. Всього постало перед судом 683 людини, з яких винними було визнано 418. Покарання в кінцевому підсумку були піддані 326 осіб: 7 «зачинщиків» були засуджені до розстрілу; 197 учасників — до безстрокової каторги, а 122 повсталим був збільшений термін каторги. Генерал-губернатор Східного Сибіру М. С. Корсаков затвердив лише 4 смертні вироки з семи: Целінському, Шарамовичу як ватажкам повстання, Рейнеру і Котковському як «ватажкам зграй». Вони були розстріляні 15 (27) листопада 1866 року в Іркутську.

## Пам'ять про повстання
У 1867 році полковник Іван Іванович Шац побудував каплиці на річках Переемна (в ім'я Святителя і Чудотворця Миколая) і Мішіха (в ім'я Святого Іоанна Хрестителя) .
У 1867 році, під свіжим враженням від подій, польський поет Корнель Уєйський написав вірш «Пам'яті розстріляних в Іркутську».
У 1967 році одна з вулиць Іркутська — Транспортна (до 1920-х років — Семінарська) — була в честь цих подій перейменована в вулицю Польських Повстанців і носить цю назву понині .